# 段王村罗汉寺
郝北寿圣寺，位于中华人民共和国山西省晋中市寿阳县平舒乡段王村，已列为山西省文物保护单位。

## 保护
2016年6月6日，郝北寿圣寺由山西省人民政府公布为第六批山西省文物保护单位，编号5-64。